# Dvorec Jelše
Dvorec Jelše (nemško Erlachstein), znan tudi kot Jelšingrad, stoji v vasi Zadrže, v neposredni bližini naselja Šmarje pri Jelšah.

## Zgodovina
Dvor, ki ima verjetno srednjeveško zgodovino, se v pisnih virih prvič pojavlja leta 1424, z imenom Erlach, kar pomeni »jelše«. Leta 1635 so ga napadli in oropali uporniški kmetje. V zakup ga je leta 1666 dobil Žiga Gaisruck, ki ga je prezidal v dvorec in razširil posestvo. Gaisrucki so bili lastniki Jelš vse do leta 1799, nato pa je dvorec in gospoščino kupil Anton Nagy. Od leta 1837 je bila posest v lasti Rajmonda Novaka, ta pa jo je leta 1845 prodal Rudolfu in Tereziji Gödel‑Lannoy. Po Rudolfovi smrti sta dvorec in z njim starinoslovne zbirke podedovala njegova žena Terezija in sin Emil Gödel-Lannoy, ki je v naslednjih desetletjih posamezne dele očetove zbirke podaril različnim muzejem. Kljub temu so pomembni sklopi prvotne zbirke v Jelšingradu ostali tudi po prodaji dvorca leta 1887, ko ga je kupil Viljem (Wilhelm) Artens ter ga leta 1934 prodal družini Cais, ki je v njem živela vse do druge svetovne vojne. Zadnji ostanki zbirke so bili iz Jelšingrada dokončno odstranjeni leta 1943, ko je stavbo zasegla nemška vojska in v njej namestila t. i. »Arbeitsdienst« (obvezno mladinsko delo pred vpoklicem v vojsko). V povojnem obdobju je v stavbi deloval dom starejših občanov, nato pa je prehajal k različnim lastnikom, ki pa v vzdrževanje niso vlagali. Od leta 2022 je lastnik dvorca Občina Šmarje pri Jelšah, ki je v letu 2023 pričela nujno prenovo kompleksa ter okolice.

## Arhitektura
Sedanja podoba dvorca je v neomavrskem oz. neoislamskem slogu, iz leta 1860, delo stavbenika Franza Stichla, po naročilu tedanjega lastnika barona Rudolfa Oskarja Gödel‑Lannoy. Na starih fotografijah dvorca Jelše sta še vidna dva islamska simbola, ki sta krasila dvorec. Na najvišjem delu je bil islamski polmesec, v rozeti na pročelju pa je bil napis Bismila, kar pomeni »v imenu Alaha«. Danes obeh ni več, po drugi svetovni vojni so ju odstranili. Ostal pa je posvetilni napis v italijanščini, nad vrati na zadnji strani dvorca: »Za ljubezen sem te ustvaril, za ljubezen te ohranjam«.
Poleg dvorca Jelše je le še Vila Rafut enoviti primer neoislamskega sloga arhitekture v Sloveniji, ter je obenem eden najlepših ohranjenih primerov v širšem evropskem prostoru.

## Rudolf Oskar Gödel‑Lannoy in orientalni muzej
Gödel, ki se v virih od 1852 pojavlja kot baron Rudolf Gödel-Lannoy, je po zaključku študija prava na Dunaju leta 1840 dobil službo kanclerja na avstrijskem generalnem konzulatu v Aleksandriji, tam je bil sodelavec konzula in egiptologa Antona Lavrina. Leta 1846 je deloval v Istanbulu, od 1850 do 1855 pa v Bejrutu, kot avstrijski generalni konzul za Sirijo in Palestino, pozneje pa je služboval še v Moldaviji in Srbiji. Med letoma 1866 in 1870 je bil predsednik Centralnega pomorskega urada (Zentralseebehörde) v Trstu. Po upokojitvi je do smrti leta 1883 živel na dvorcu.
O pomembni zbirki barona Lannoya je v članku z naslovom »Orientalni muzej v Jelšingradu« (Das orientalische Museum in Erlachstein), ki je v časniku Tagespost izšel 23. maja 1863, poročal profesor J. Huber. Iz Huberjevega opisa bi lahko sklepali, da je Lannoy svoj »orientalski muzej« oblikoval načrtno, s vpogledom tudi v znanstveno oziroma umetnostno-zgodovinsko vrednost zbranih predmetov civilizacij Orienta, manjkali pa niso niti dragoceni kosi iz obdobja klasične grško-rimske antike.
Vodič po Rogaški Slatini (Vademecum von Rohitsch-Sauerbrunn) iz leta 1868 v opisu turističnih znamenitosti okolice Rogaške Slatine omenja možnost ogleda Jelšingrajskega muzeja, po predhodni najavi in ob vodstvu lastnika. Med takratnimi viri se Jelšingrajski muzej omenja tudi v knjigi Zdravilišče Rogaška in rogaški termalni vrelci (Bad Rohitsch und die Rohitscher Sauerbrunnen iz leta 1865, avtorja Ernsta Hilariusa Fröhlicha: »Gospod Gödel Lannoy je z dozidavo dvorca pridobil še tri salone, namenjene nadvse zanimivi zbirki, ki jo je s posebno zbirateljsko vnemo in okusom zbral na svoji razgibani življenjski poti na Orientu. Eden teh salonov predstavlja turški, drugi perzijski in tretji arabski slog.« 
Opremo  tedanje orientalistične notranjosti dvorca, ki ga v odlomku omenja Fröhlich, danes poznamo zgolj s fotografij iz obdobja med obema vojnama, ki sta jih naredila umetnostni zgodovinar France Stele in lokalni šmarski fotograf Slavko Ciglenečki. 
Orientalistično podobo dvorca, ki je na obiskovalce učinkovala kot celostna umetnina (Gesamtkunstwerk), v katero so se v harmonično celoto zlivali eksotični vrtovi in arhitektura z notranjostjo, je nenazadnje dopolnjevala bogata zbirka arheoloških in etnoloških predmetov iz Egipta in Bližnjega vzhoda, katere del danes hranijo tudi v depoju arheološke zbirke Univerzalnega muzeja Joanneum v Gradcu in drugod.